# 秀峰区
秀峰区（しゅうほう-く）は中華人民共和国広西チワン族自治区桂林市に位置する市轄区。

## 行政区画
- 街道:秀峰街道、麗君街道、甲山街道

## 交通

### 道路
- 国道
  - G321国道
  - G357国道（中国語版）